# セブン銀行

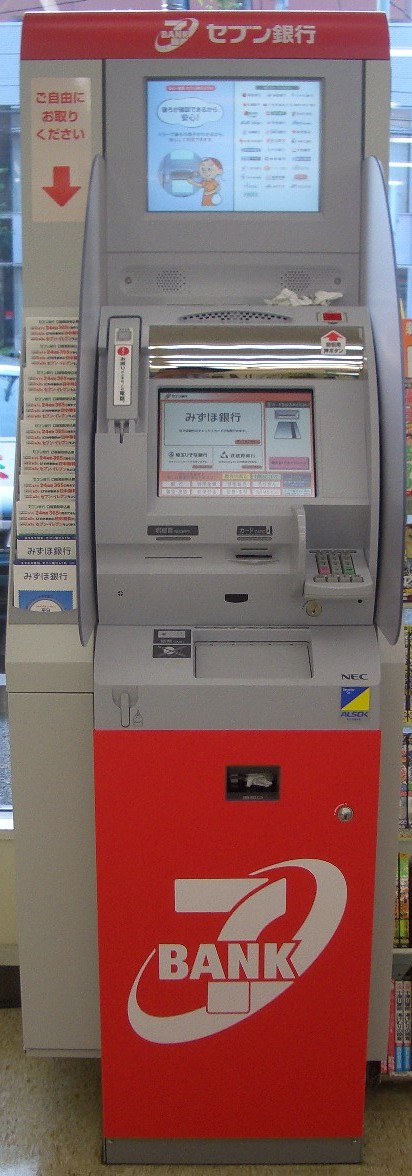
セブン-イレブン設置のセブン銀行のATM（画像は第2世代・電子マネー『nanaco』チャージャー増設以前のものである。）

株式会社セブン銀行（セブンぎんこう、英称：Seven Bank, Ltd.）は、東京都千代田区丸の内に本社を置く、大手流通企業グループ「セブン&アイ・ホールディングス」傘下の日本の銀行。コンビニATM事業最大手である。旧・商号は株式会社アイワイバンク銀行。
JPX日経インデックス400の構成銘柄の一つ。
日本国内のほかにアメリカ合衆国やインドネシア、フィリピンにもATMを展開して事業を行っている。

## 概要
金融ビッグバンによる規制緩和が進行する1999年11月に、イトーヨーカドーとセブン-イレブンが主体となり、当時のアイワイグループ（セブン&アイ・ホールディングスの株式会社化する以前の呼称）店舗に小型ATM（コンビニATM）を設置する形態の決済銀行の設立構想が報道された。2000年に銀行業の予備免許を取得後、2001年4月10日に株式会社アイワイバンク銀行。として設立、同年5月7日に開業した。2005年10月11日より、現在の商号に変更されている。

### 事業
同行の主な収益源は、セブン&アイのグループ各店舗等に設置した現金自動預け払い機（ATM）により、提携先金融機関や利用者から得られる利用手数料である。また、セブン&アイHLDGS.を始めとする事業者と個人から受け入れた自社預金は、国債・政府保証債など信用リスクの低い商品に限定して運用する。同社はATMによる決済（現金出納サービス）専業銀行という新しいビジネスモデルといえる。
セブン&アイの元会長である鈴木敏文が企画時から強力に進めた。社内からは猛反対に合い、メインバンクにも難色を示されたというが、「セブンにあったら便利」と2001年（平成13年）の設立に漕ぎ着けた。その後急速に事業は成長し、ATM設置数、預金残高、預金残高口座数ともに毎年増加させている。サービスはATM、口座に分かれ（かつては有人店舗もあった）、個人だけでなく法人向けのサービスも拡大させようとしている。
2024年3月15日、預金口座数が300万を突破した。

### 黎明期
設立時の出資母体はアイワイグループであるが、開業にあたってはアイワイグループのメインバンクの一つであった旧三和銀行（現在の三菱UFJ銀行）が中心的に協力している。三和銀行は当初、デジキューブ（2003年倒産）との合弁でミックスキューブ社を設立し、コンビニATM機能を併せ持った同名のマルチメディアキヨスク端末の開発と導入を図っていたが、事業取り止めとなりアイワイバンクに合流している。他に開業時の支援行として、メインバンク色が濃く、IY葛西店にインストアブランチを出店した旧さくら銀行（現在の三井住友銀行）と、東京三菱銀行・あさひ銀行・静岡銀行・横浜銀行が参画している。アイワイバンク銀行以外で開業当初に入出金可能であったのは、ネットワークが直接接続された三和銀行のみであったが、その後、他の支援行とも段階的に提携を開始した。同年6月には勘定系システムがBANCSとCAFIS網で接続し、当時提携を結んでいなかったBANCS加盟行（東京三菱銀行・三井住友銀行・東海銀行・富士銀行・大和銀行・第一勧業銀行・シティバンク、エヌ・エイ (在日支店)）の預金の払い戻し・カード振込と残高照会が可能となった。
この経緯から、三和銀行のホームページや電車内ステッカー広告などでアイワイバンクATMを紹介するものは、「アイワイバンク銀行ATMは三和銀行（UFJ銀行）との共同ATMです。」との記述が旧UFJ銀行（現・三菱UFJ銀行）発足後の2002年過ぎまで存在した。
事業当初のATM設置にあたっても、支援行の営業地域から順次に設置された。東京三菱銀行については、2001年時点でイーネットとLANSの展開に関与し、両社への出資も行っていたためATM提携開始が2002年8月からと遅れた。みずほ銀行は提携開始がさらに遅れ、2006年7月にまでずれ込んだ。
金融庁の分類では、「新たな形態の銀行等」として新規参入銀行として位置付けられている（開業自体はジャパンネット銀行〈現・PayPay銀行〉に次いだ）。なお、全国銀行協会では一般銀行と同じく、正会員となっている。2002年以降、提携金融機関や機関投資家などを相手とした第三者割当増資を行い、2008年2月29日にジャスダックへ上場し、2011年12月26日には、東京証券取引所第1部にも重複上場した。

## 取扱商品
「セブン銀行口座」と呼ばれる総合口座がサービスの基本となる。口座開設はインターネット、またはセブン銀行ATM備え付けの口座開設申込書を身分証明書類の写しを同封して郵送することにより行う。有人店舗窓口での開設も可能。
セブン銀行口座では、すべての口座開設者にキャッシュカードが発行され、預金通帳は提供されない。利用明細はインターネットバンキングやモバイルバンキング、スマートフォンアプリで確認できるほか、利用者の申し込みにより明細書の有料にて発行もできる。普通預金・定期預金・カードローン（アコムによる信用保証、要審査）が基本セットとなっている。
キャッシュカードはデビット機能付き（nanaco一体型） と、デビットなしの2種がある。
2008年（平成20年）より、セブン銀行口座と電子マネーnanacoの両方を持つ顧客向けに、セブン銀行のインターネットバンキングまたはモバイルバンキングからnanaco番号を登録すると、クレジットカードや収納代行による口座振替、振込などのセブン銀行取引に応じてnanacoポイントが付与されるセブン銀行ポイントサービスを提供している。
この他、事業性の普通預金（売上金入金や、提携金融機関との決済を行う口座）、確定拠出型年金専用定期預金、セブン&アイHLDGS.を始めとする事業会社からの譲渡性預金を扱っている。

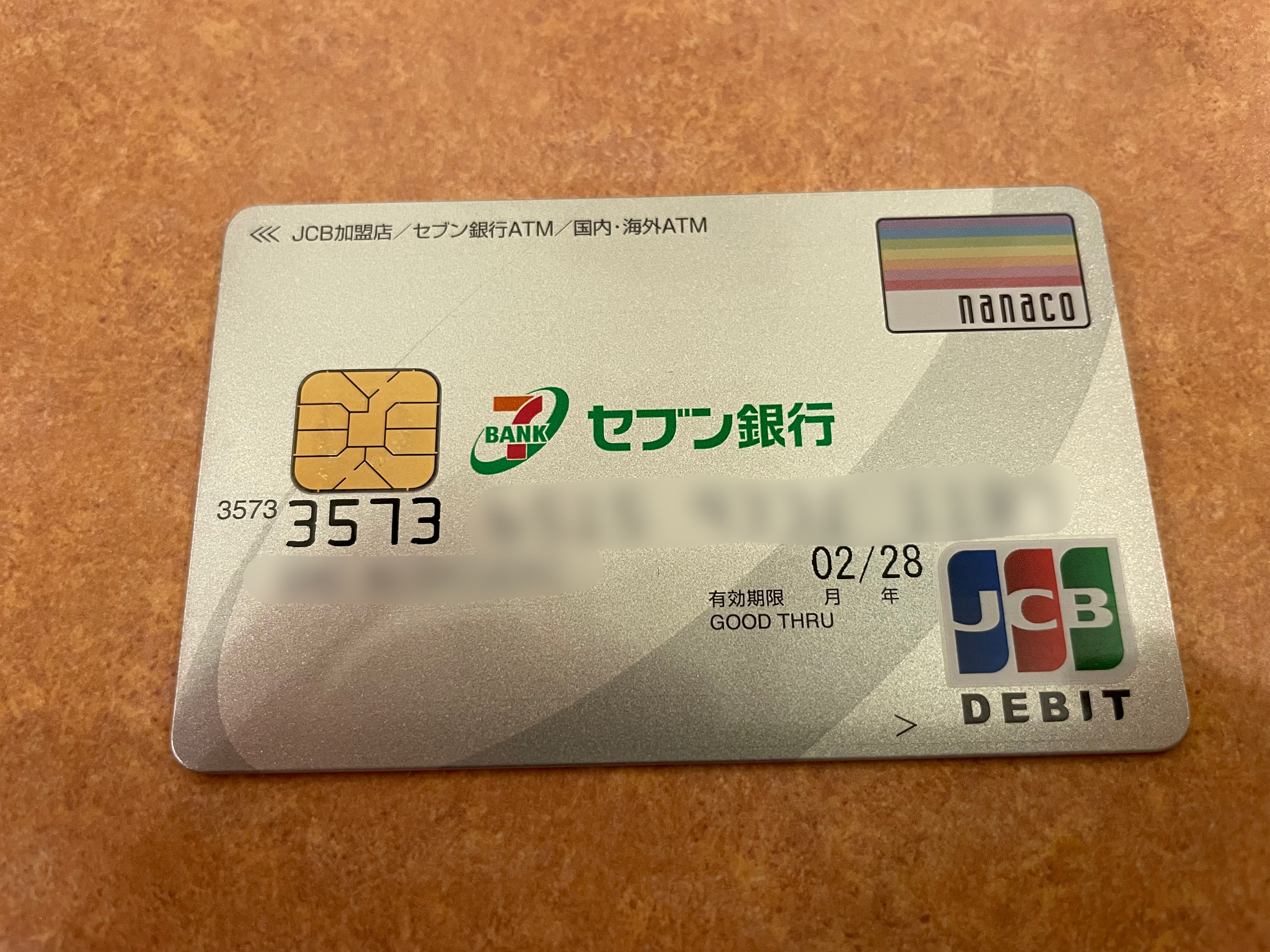
nanaco付きJCBデビットカード

## 店舗
店舗形態としては、本店と12の支店となっている。

### 支店
個人向け口座の支店名には花の名前が用いられており、原則として口座開設時の月（口座開設の完了した時点に基づいており、申込日の月ではない）によって支店割り当てが決まる。ただし、セブン銀行側の都合で口座開設月と違う支店を割り当てることがある旨の断り書きがある。
いずれの支店においても「未利用口座手数料」の対象とされ2022年4月1日より2年間入出金がない場合や、1万円以上（普通預金・定期預金の合計）の残高がない場合などの条件を満たした口座では手数料が発生する。手数料金額に満たない金額しか口座にない場合はその全額が引き落とされて、その後口座は強制的に解約となる。
| 支店番号 | 支店名         | 口座開設月 |  | 支店番号 | 支店名       | 口座開設月 |
| -------- | -------------- | ---------- |  | -------- | ------------ | ---------- |
| 101      | マーガレット   | 1月        |  | 107      | バラ         | 7月        |
| 102      | フリージア     | 2月        |  | 108      | ハイビスカス | 8月        |
| 103      | パンジー       | 3月        |  | 109      | サルビア     | 9月        |
| 104      | チューリップ   | 4月        |  | 110      | コスモス     | 10月       |
| 105      | カーネーション | 5月        |  | 111      | カトレア     | 11月       |
| 106      | アイリス       | 6月        |  | 112      | ポインセチア | 12月       |

### 有人窓口
有人窓口はない。
かつては有人店舗を有していた時期もある。2005年の展開開始時は「みんなの銀行窓口。」と称し、自社以外の提携金融機関等の各種サービスについても取次を行っていた。2016年3月時点ではセブン銀行本店川崎アゼリア出張所をはじめ7店舗で海外送金申し込みや口座開設などを受け付けていた。
また、かつて存在した子会社セブン・グローバルレミットは東京と名古屋に出張所を置き、主に海外送金サービスに関する問合せに対応していた。

## ATM

### ソリューション
セブン銀行の銀行システムは日立製作所、野村総合研究所（NRI）、日本電気（NEC）、綜合警備保障（ALSOK）、日本ATM（現:SocioFuture）の5社共同により構築されたもので、全体システム統括と勘定系システムの構築を日立が、ネットワーク・中継システムの構築およびコンピュータセンター運営をNRIが、ATM端末などの店舗に設置する各種機器の開発・製造・設置をNECが、現金管理業務全般と店舗の警備および障害対応業務などセキュリティ上の警備システムをALSOKが、ATM監視・コールセンター業務を日本ATMが担当している。
ATM設置店舗とコンピュータセンターならびに提携金融機関を結ぶネットワークはISO8583完全準拠で、入出金データのほか、ATMの操作に関する問い合わせ電話の音声情報、障害情報やセキュリティ上の警備データ、通報情報などを一元的に扱えるようになっている。音声情報についてはVoIP技術を活用して構築しており、構築当時は国内最大規模のVoIPネットワークシステムであったとしている。
2006年（平成18年）1月から、勘定系システムを日本ユニシス（現:BIPROGY）が開発したWindows Serverベースの「BANKSTAR」に移行した。銀行勘定系としては、日本で初めての導入事例。2012年（平成24年）11月には、日本マイクロソフトが開発した勘定系システムにリプレースを実施（オープン系サーバのハードウェアは、BIPROGYを採用）。

### ATM機器
ATM機器は上述のとおりNECが一貫して手がけており、現在の端末は4代目に当たる。
初代ATMは筐体設置面積が45×55cmと省スペース性を実現しつつ、取引画面が横からのぞき込まれないようにする「視野角制限フィルター」をはじめ、暗証番号入力部（PINキーパッド）はタッチパネル部分から独立した右側部分にテンキーボードとして備え付けられ、J-Debit決済端末でのキーパッドと同等に衝立状に囲むなどのが採られるなどプライバシー保護に配慮した機構となっている。また、視覚障害者に配慮した点字（凸状）の配置も施されている（数字の5キーと、カード挿入口・明細票取出口の名称部分）。
第2世代ATMは2005年（平成17年）7月26日から導入されたものである。デジタルサイネージ機能を持つセカンドディスプレイを搭載し、紙幣部の大容量化・高速化による操作性の向上を目指したほか、将来的な機能拡張に備えてICカード対応化（標準装備）や、非接触型ICカード・携帯電話（おサイフケータイ）・生体認証等対応への準備工事、取引明細票印刷機能の強化などが図られている。また、2007年（平成19年）からは視覚障害者への音声ガイダンスサービス、海外発行クレジットカード対応も追加で行われている。
第3世代ATMは2011年（平成23年）より順次導入されているタイプで、2010年（平成22年）10月18日に導入が発表された。2代目よりカード挿入口・明細票取出口が低くなり紙幣出入口がフラットになり、処理速度のさらなる向上が図られている。また、取り忘れ防止センサーの設置や省エネモード機能の強化、取引画面、セカンドディスプレイのバックライトのLED化等が行われている。
また、第3世代ATMではまた入出金オペレーションの強化も図られ、カセットの個別交換を可能とすることで、ATMの稼働状況に応じて「万円出金重視」「千円出金重視」「入金重視」など紙幣のセッティングをATMごとに変更することが可能となっている。これを活用して、通常の機種は、一度の入出金に対応可能な紙幣の枚数をいずれも50枚（売上金入金サービスご利用時は217枚）までとしているが、野村證券に設置されている機種などは通常の機種と同じ筐体ながら入金のみあるいは入出金の枚数を倍増している物も存在する。
2017年（平成29年）3月27日より、スマホATMのサービスを開始。
第4世代ATMは2019年（平成31年/令和元年）より順次導入されているタイプで、2019年（令和元年）9月12日に導入が発表された。「ATM+」を開発コンセプトとし、セカンドディスプレイをメインディスプレイと上下に並べて一体化。加えてQRコードリーダーと顔認識システムを搭載してATM内で口座開設や住所変更が可能な仕様とした(セブン銀行以外の金融機関も一部あるいは全部対応している場合がある)。2025年（令和7）3月、すべての機器が第4世代にリプレースが完了している。

### 電子マネーチャージ
セブン銀行の第2世代以降のATMで電子マネーnanacoのチャージと残高照会（ポイント照会）が可能で、チャージできる金額は1,000円単位で、かつてはお釣は出なかったが、2018年（平成30年）10月15日より楽天Edyおよび交通系電子マネーのチャージ対応開始と同時に、画面上でのチャージ金額の指定とお釣の出金も対応するようになった。但し東海旅客鉄道（JR東海）の駅構内コンビニベルマートの一部店舗等に設置されているセブン銀行ATMでは電子マネーnanacoのチャージ及び残高照会・ポイント照会は一切できない。また、タブレット端末のおサイフケータイは利用できない（携帯電話、スマートフォンは利用できるが、構造上タブレットサイズの端末をかざすことが出来ない）。
なお、「ATMチャージ」の登録商標はセブン銀行が保有している。このため、2024年2月にローソン銀行の新型ATMで電子マネーのチャージが利用可能になったというプレスリリースを同社が出した際にその旨が明記されている。

### ATMの防犯
初代型より、ATMの内部に格納されている現金を機器の強奪や破壊によって取り出した場合、内部で緑色の「防盗インク」がほとんどの紙幣に染みついて汚損される仕組みが装備されている。犯罪発生時に逃走者に付着させたカラーボールの塗料と同様に、警察による捜査で流出経路を判定する際に有利となる特徴がある。
実例として、2006年（平成18年）12月7日に栃木県市貝町のセブン-イレブンで、重機を用いてATM機器が強奪される事件が発生したが、紙幣にインクが付着している事が公表されると、各地でその紙幣が発見された事が通報され、被疑者の逮捕につながった（事件以前は、防犯上の問題があるとして、この仕様は公表されていなかった）。

### ATMの展開状況
2024年3月末時点で、全国47都道府県にゆうちょ銀行(31,157台)に次ぐ台数のATM（27,422台）を設置している。セブン&アイ系列の店舗のみならず系列外ショッピングセンター、ホテル、鉄道駅、空港、高速道路のSA・PA、提携先金融機関など幅広く設置されている。提携先金融機関での設置の場合、多くの場合にはその設置をしている金融機関のATMと同額の手数料として扱われるケースが主である。提携先金融機関が設置する主目的に自行ATMの整理統合によるコスト削減があるためである。提携金融機関同士の手数料割引サービスには対応していない。
設置場所により同一金融機関においても手数料に違いがあるケースもあるので「〇〇銀行共同利用ATM」などの注意書きがない場合には注意が必要である。
日本国内のほかにアメリカ合衆国で約8,000台、インドネシアで約100台のATMを設置している。また、2020年（令和2年）6月には、フィリピン国内のセブン-イレブンにも同国初の紙幣還流型ATMを設置する予定である。

## キャッシュカード
キャッシュカードはnanaco一体型のデビット付きカードと、デビット機能なしカードがある。2023年11月にデザインをリニューアルした。
セブン銀行の名称となって以降、新規口座に全面的にICキャッシュカード（発行手数料無料・磁気ストライプ有り）を発行するほか、アイワイバンク銀行時代に発行されたカードの切替を進め、2006年（平成18年）4月3日より全ATMにおいてICカード機能が利用可能となっている。
ICキャッシュカードは発行から5年経過すると、カードの認証方式の違いによりセブン銀行以外の提携銀行（事実上、都市銀行と都市銀行が管理行となっているイーネットとローソンATM）のICキャッシュカード対応ATMでの取引ができなくなっていた（セブン銀行ATM及び提携銀行のICキャッシュカード非対応ATMでは5年経過後も引き続き使用できる）が、2012年1月4日からはゆうちょ銀行で、5月6日からは三菱東京UFJ銀行、りそな銀行、埼玉りそな銀行、三井住友銀行、みずほ銀行で発行5年経過後のカードでも取引可能となった。
デザインカードとして、セブン銀行が協賛する「森の戦士ボノロン」のデザインカード「ボノロンキャッシュカード」を発行している。2011年（平成23年）7月11日から発行開始。社会貢献活動として、発行されるボノロンキャッシュカード1枚につき100円を拠出し、「ボノロン」の絵本を児童館等へ寄贈している。